# بروتين شحمي متوسط الكثافة
بروتين شحمي متوسط الكثافة (بالإنجليزية: Intermediate-density lipoprotein)‏ ويُدعى اختصارًا IDL، ينتمي إلى عائلة البروتينات الشحمية، ويتشكل من انحلال البروتين الدهني منخفض الكثافة جدا ومرتفع الكثافة.